# Lars Lange
 Der er flere personer med dette navn, se Lars Lange (godsejer).
Lars Rasmus Lange (11. august 1826 i Faaborg – 7. august 1890 i Svendborg) var en dansk fabrikant, der i Svendborg grundlagde jernstøberiet L. Lange & Co., der senere indgik i De Forenede Jernstøberier.

## Baggrund og uddannelse
Lars Lange nedstammede fra en holstensk bondeslægt, der i 1700-tallet kom til Faaborg. Lange blev født i Faaborg, hvor faderen, Hans Henrik Lange, var hattemager og moderen var Kirstine Lange (født Bendixen), men voksede op i Svendborg, hvortil forældrene flyttede under hans tidligste barndom. Oprindelig var han besluttet på at gå skolevejen, og efter afsluttet uddannelse blev han i 1843 antaget som huslærer hos en jernstøber i Nykøbing Falster. Men ved siden af sin lærergerning blev han uddannet i støberifaget, der skulle blive hans fremtidige beskæftigelse. Derpå drog han til København, hvor han blev støbemester hos V. Løwener & Co.
Så brød Treårskrigen ud. Lange meldte sig i 1848 som frivillig og deltog til krigens slutning for i 1850 at vende tilbage til barndomsbyen Svendborg. Her grundlagde han den virksomhed, som kom til at bære hans navn.

## Etablering af egen virksomhed
Med det formål at drive støberivirksomhed blev virksomheden stiftet i 1850 sammen med svogeren, købmand C.A. Quade, Maribo og broderen, hattemager J.J. Lange, Svendborg, som passive deltagere. Startkapitalen var 4000 rigsdaler. Den første støbning fandt sted den 27. april, datoen for virksomhedens grundlæggelse.
En tid deltog hans fætter Carl P. Lange (død 1887) også som kompagnon i forretningen, men i 1860 blev alle kompagnoner købt ud af firmaet, hvorved Lars Lange blev eneejer.
Virksomheden var meget innovativ. Omkring 1880 fremstillede den en serie rundovne med fodvarmesokkel og skabte således en original dansk kakkelovnstype.

## Tillidshverv
Lange var medlem af Svendborg Kommunes kommunalbestyrelse fra 1867-1872. I 1872 var han medstifter af Svendborg Bank, i 1874 af Svendborg Dampmølle, som han selv ledede i starten, og i 1875 af Sydfynske Dampskibsselskab, hvis første formand han var. Han var også medstifter af Industriforeningen i Svendborg og Svendborg Borgerforening og tog del i stiftelsen af byens tekniske skole.
I 1873 stiftede han en god alderdomsforsørgelseskasse for sine arbejdere. Da han døde 7. august 1890, var han en af byens mest agtede og ansete borgere. I 1888 var han blevet Ridder af Dannebrog. Han er begravet i Svendborg.

## Familie
Den 27. oktober 1852 ægtede han Margrethe Marthea Quist (født 18. januar 1828), der var datter af forpagter Henrik Fick Quist og Hedvig Sophie født Bondo.
Sønnen Jens Lange overtog firmaet.